# Hélio Gracie
Hélio Gracie (1er octobre 1913 - 29 janvier 2009) est l'un des fondateurs du "Gracie Jiu-Jitsu," également connu comme le Jiu-Jitsu brésilien ou JJB. De faible carrure, Helio reprit les techniques provenant des enseignements du judoka Mitsuyo Maeda aux combattants de taille modeste, permettant au Jiu-jitsu brésilien de rivaliser dans les combats de Vale Tudo, avec des adversaires de carrure et de styles de combat divers. Il est par conséquent considéré comme l'un des maîtres de la discipline et l'un des premiers héros sportifs de l'histoire du Brésil. 
Il a été nommé par Black Belt Magazine homme de l'année 1997. Il est le père de nombreux combattants célèbres comme Rickson Gracie, Royler Gracie, Royce Gracie et le fondateur de l'UFC Rorion Gracie.
Le combat le plus long de l'histoire eut lieu en mai 1955 entre Hélio Gracie (64 kg) et son ancien élève Valdemar Santana (95 kg). Hélio perdit l'affrontement après un combat de 3 heures et 45 minutes (225 minutes).

## Le combattant du BJJ

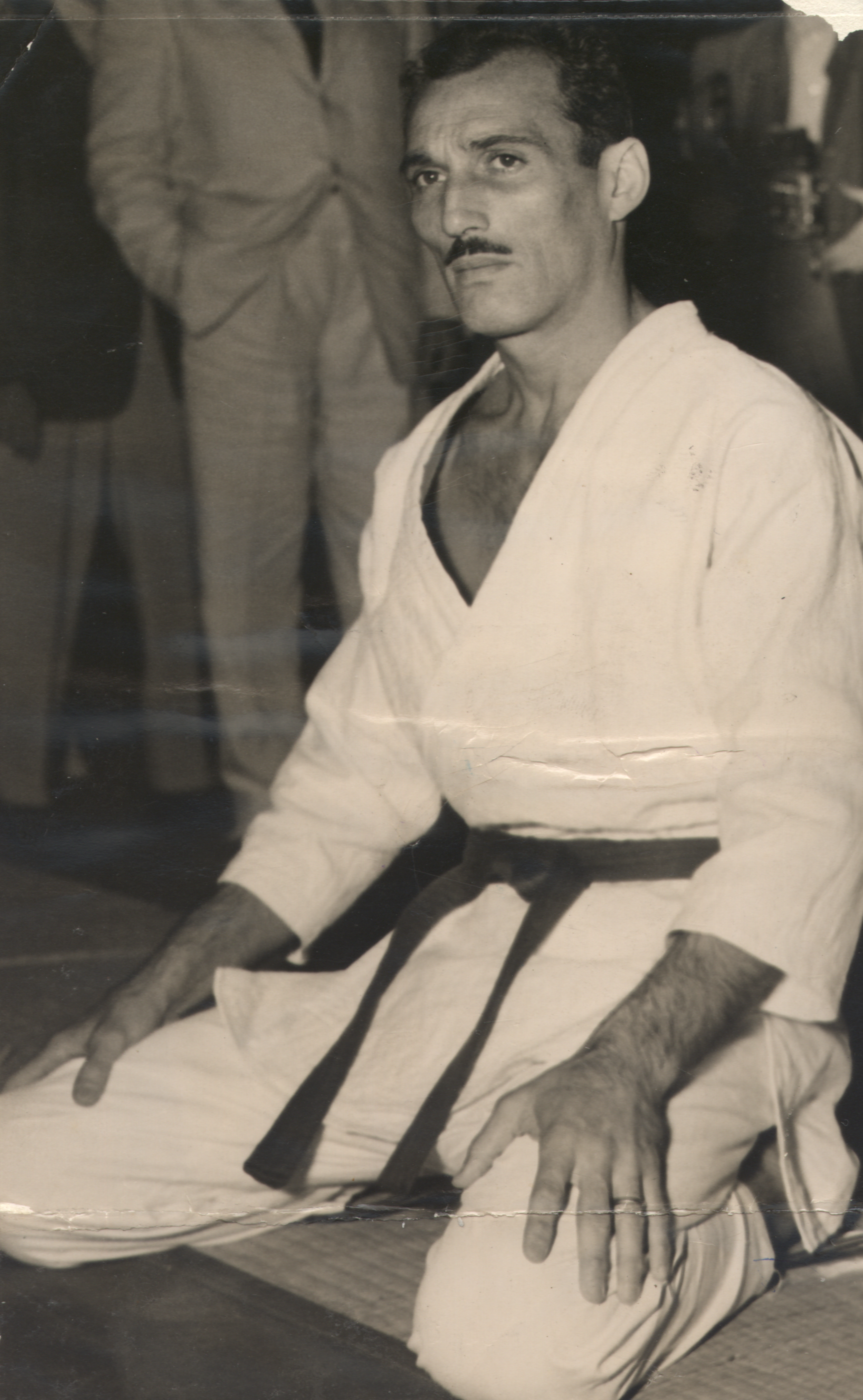
Hélio Gracie, 1952.

En parallèle, Helio Gracie s'auto-décerna une ceinture noire et 6 degrés de maîtrise en Judo, il est également l'un des rares combattants possédant une ceinture rouge en Jiu-jitsu brésilien, dont il est un des fondateurs. Avec son frère, il a repris et aurait adapté le jiujitsu japonais (bien que l'apport des Gracies soit sujet à caution, puisque toutes les techniques du jiujitsu brésilien étaient déjà présentes dans le jiujitsu japonais et dans le judo). Ces deux arts martiaux, jiujitsu japonais et brésilien, ont mis l'accent sur les effets de levier et le rôle du positionnement comme des moyens de compenser les différences de taille et de carrure entre adversaires appartenant à des catégories très différentes. Il s'agissait donc d'un parfait apport pour l'entraînement au free-fight inter-discipline (et notamment, au Brésil, au Vale tudo - tout est permis).
Durant sa vie, Helio Gracie put donc gagner de nombreux combats contre des adversaires bien plus grands et à priori, bien plus imposants. Deux de ses combats, qu'il aura perdu, marqueront toutefois les esprits[non neutre] : 
Le premier se déroula en 1951 lorsqu'il affronta le très grand[non neutre] champion de Judo Masahiko Kimura. Carlos, le frère ainé d'Helio prononça son abandon après plus de 20 minutes de combat, lorsque Kimura lui appliqua un ude-garami (clé de bras) qui cassa le bras d'Hélio, lequel refusait toujours, par douleur ou orgueil, d'abandonner. En hommage au vainqueur, par la suite, la prise ude-garami prendra le nom de Kimura dans le vocabulaire du Jiu-Jitsu brésilien.
Le second se déroula 4 ans plus tard, lorsqu'Hélio affronta son ancien meilleur élève, Valdemar Santana, lequel pratiquait également la capoeira, le judo et la boxe et se trouvait également être d'une taille et d'un physique plus imposant[réf. nécessaire]. Il fallut près de 4 heures de combat (3 heures et 45 minutes) pour que, trop fatigué par rapport à son jeune adversaire, Helio ne puisse continuer le combat[réf. nécessaire].